# Parhomivka, Novîi Buh
Parhomivka (în ucraineană Пархомівка) este un sat în comuna Novohrîstoforivka din raionul Novîi Buh, regiunea Mîkolaiiv, Ucraina.

## Demografie
Componența lingvistică a localității Parhomivka
     Ucraineană (93,44%)
     Rusă (6,56%)
Conform recensământului din 2001, majoritatea populației localității Parhomivka era vorbitoare de ucraineană (93,44%), existând în minoritate și vorbitori de rusă (6,56%).